# Had Echkalla
Had Echkalla est une commune de la wilaya de Relizane en Algérie.